# Shamus
Shamus — компьютерная игра-лабиринт, с простейшей графикой и целью. Выпущена в 1984 году Synapse.

## Описание
Игроку предстоит обследовать около 120 комнат, чтобы отыскать логово Тени. По пути необходимо отстреливать врагов и собирать бонусы. Для перехода с уровня на уровень необходимо найти один или несколько ключей и открыть ими соответствующие по форме замочные скважины. Помимо врагов опасность представляют стены — любое столкновение со стеной приводит к мгновенной смерти. Если слишком долго находится в одной комнате, экран мигнет серым, а затем появится сама Тень. Тень — особый монстр, которого игрок не может убить. Его выстрелы могут только ненадолго остановить продвижение Тени. Также Тень обладает способностью проходить сквозь стены.
Количество и типы монстров в комнате определяется случайно. Бонусы имеют определённые позиции, но их тип также определяется случайно.
В игре имеется два уровня сложности: Novice и Advanced.
Геймплей во многом вдохновлен аркадной игрой Berzerk.